# Gasnący płomień (film 1944)
Gasnący płomień (oryg. Gaslight) – amerykański dramat psychologiczny z 1944 roku w reżyserii George’a Cukora. Film powstał na podstawie sztuki Patricka Hamiltona pod tym samym tytułem. Akcja rozgrywała się w scenerii wiktoriańskiego Londynu z zaskakującym zakończeniem.
Film był nominowany do Oscara w siedmiu kategoriach: najlepszy film, najlepsza aktorka (Ingrid Bergman), najlepszy aktor (Charles Boyer), najlepsza aktorka drugoplanowa (Angela Lansbury), najlepszy scenariusz adaptowany (John Van Druten, Walter Reisch, John L. Balderston), najlepsze zdjęcia w filmie czarno-białym (Joseph Ruttenberg), najlepsza scenografia w filmie czarno-białym (Cedric Gibbons, Edwin B. Willis, William Ferrari, Paul Huldschinsky). Ostatecznie zdobył dwie statuetki: dla najlepszej aktorki i za najlepszą scenografię.

## Tytuł
Angielski tytuł filmu Gaslight oznacza światło gazowe, światło lamp gazowych. Motyw światła z lamp gazowych, charakterystycznych dla wiktoriańskiego Londynu, przewija się przez cały film w bardzo wielu ujęciach i w różnych znaczeniach, tworząc charakterystyczną dla gatunku atmosferę. Widać je w ulicznych lampach w świetle których bohater przemyka się nocą po zamglonych ulicach, w lampach rozświetlających pomieszczenia w chwilach radości oraz w gasnących z niewyjaśnionych powodów lampach w mieszkaniu bohaterki.
Polski tytuł Gasnący płomień nawiązuje tylko do ostatniej z tych ról światła gazowego, ale też jest metaforą stanu psychicznego bohaterki.

## Obsada

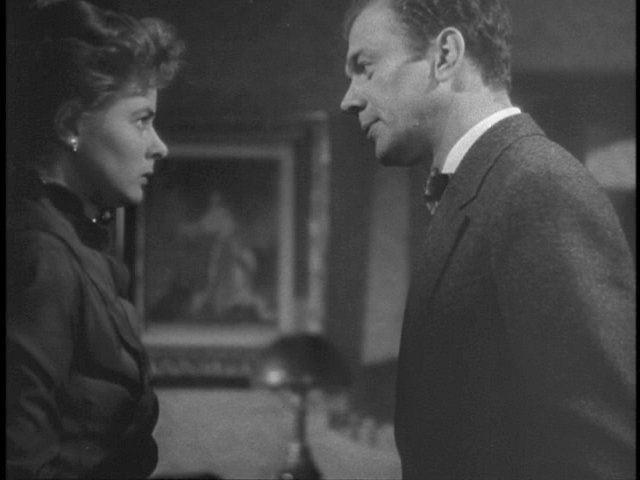
Ingrid Bergman w jednej ze scen filmu.

## Obsada[1]
- Ingrid Bergman w jednej ze scen filmu.Joseph Cotten – Brian Cameron
- Charles Boyer – Gregory Anton
- Ingrid Bergman – Paula Alquist
- Lawrence Grossmith(inne języki) – Lord Dalroy
- Heather Thatcher(inne języki) – Lady Dalroy
- Tom Stevenson – Williams
- Emil Rameau(inne języki) – Mistrz Mario Guardi
- Edmund Breon(inne języki) – Generał Huddleston
- Barbara Everest(inne języki) – Elizabeth Tompkins
- Angela Lansbury – Nancy Oliver
- Halliwell Hobbes – Pan Muffin
- Dame May Whitty – Panna Thwaites

## Fabuła
Akcja filmu rozpoczyna się w Londynie. Światowej sławy śpiewaczka operowa, Alice Alquist, została zamordowana w swoim domu na Thornton Square 9. Morderca zamierzał ukraść niezwykłej wartości klejnoty należące do ofiary, został jednak spłoszony przez siostrzenicę śpiewaczki, Paulę (Ingrid Bergman), która znalazła ciało zamordowanej ciotki. Paula bardzo kochała swoją ciotkę, ponieważ to właśnie ona po śmierci jej matki zaopiekowała się nią i zapewniła ciepło rodzinnego domu.
Po zbrodni dokonanej na Thorton Square 9 i niewykryciu sprawcy, Paula wyjeżdża do Włoch, aby zapomnieć o tragicznych wydarzeniach i rozpocząć naukę śpiewu u tego samego nauczyciela, u którego kiedyś pobierała lekcję wielka Alice Alquist. Mijają lata. Paula poznaje tajniki sztuki operowej, zakochuje się również w nieco tajemniczym pianiście, który akompaniuje jej podczas lekcji – Gregorym Antonie (Charles Boyer). Zakochani pobierają się szybko, choć Paula niewiele wie o swoim narzeczonym. Pomimo pewnych oporów, za usilną namową Gregory’ego, Paula decyduje się na powrót do Londynu i na zamieszkanie w domu, który odziedziczyła po ukochanej cioci.
Gregory poleca przenieść część mebli na strych i zakup nowych, aby żona zbytnio nie myślała o tragicznych wydarzeniach sprzed lat. Początkowo wydaje się, że młode małżeństwo znajdzie spokój i szczęście na Thorton Square 9. To jednak tylko pozory. Niebezpieczeństwo grozi Pauli. Jest ono bliżej niż mogłaby się tego spodziewać! W domu zaczynają się dziać dziwne rzeczy: giną drobne przedmioty, Paula słyszy skrzypienie otwieranych na strychu drzwi i kroki stamtąd dochodzące. Mówi o tym mężowi, jednak on nic nie słyszy. Zamiast wspierać żonę, próbuje ją przekonać, że to wytwór jej wyobraźni i że nic złego w domu się nie dzieje. Kiedy kobieta ponownie wspomina o dziwnych odgłosach, które słyszy – Gregory wyraźnie podirytowany sugeruje, że Paula tak jak jej matka – popada w obłęd.
Pauli wydaje się, że to chłodne zachowanie i nastawienie spowodowane jest tym, iż zgubiła broszkę podarowaną jej przez Gregory’ego, która wcześniej należała do jego matki. Paula czuje się osamotniona, ponieważ nie wierzy jej najbliższa osoba. Pragnie wyprowadzić się z domu, gdzie czai się niebezpieczeństwo, ale upór męża stoi temu na przeszkodzie. Wkrótce jednak pojawia się pewien nieznajomy mężczyzna (Joseph Cotten), ongiś wielbiciel talentu jej ciotki. Przekonuje on młodą kobietę, że wcale nie popada w obłęd, że to nie halucynacje tylko realne niebezpieczeństwo. Pomaga również w rozwiązaniu zagadki tajemniczych odgłosów na strychu oraz w ujęciu mordercy Alice Alquist, który jak się okazuje powrócił na miejsce zbrodni, aby odnaleźć klejnoty.

## W psychologii
Oryginalny tytuł filmu i sztuki, na której powstał, dał nazwę zjawisku gaslightingu – formy psychicznej manipulacji, której dopuszcza się bohater filmu na swojej żonie.